# Axelrodia
 Axelrodia  ist eine im nördlichen tropischen Südamerika heimische Gattung von Süßwasserfischen aus der Salmlerfamilie Acestrorhamphidae. Die Fische kommen im westlichen Amazonasbecken und im Einzugsbereich des Río Meta, einem westlichen (linken) Nebenfluss des Orinocos in Kolumbien  vor.

## Merkmale
Axelrodia-Arten sind sehr kleine Fische, deren maximale Standardlänge nur wenige mehr als zwei Zentimeter beträgt. Ihre Seitenlinie ist unvollständig.  Die Afterflosse wird von 13 bis 16 verzweigten Flossenstrahlen gestützt. Auf der Prämaxillare haben die Fische 7 bis 15 Zähne, auf der Maxillare sind es 4 bis 9. Die Zähne sind konisch und nicht in regelmäßigen Reihen angeordnet.

## Lebensweise
Axelrodia-Arten leben in kleinen, mit anderen Salmlerarten durchmischten Schwärmen in schattigen Urwaldflüssen und Bächen.

## Systematik
Die Gattung Axelrodia wurde im Jahr 1965 durch den französischen Ichthyologen Jacques Géry erstmals wissenschaftlich beschrieben und zu Ehren des US-amerikanischen Ichthyologen Herbert R. Axelrod benannt. Die Schwestergattung von Axelrodia ist die Gattung Petitella. Die zwei Gattungen bilden zusammen mit den Neonfischen (Paracheirodon), dem Blutschwanzsalmler (Hemigrammus stictus) und der Gattung Brittanichthys eine an das Leben in Schwarzwasserflüssen angepasste Klade innerhalb der Unterfamilie Megalamphodinae in der Familie Acestrorhamphidae.

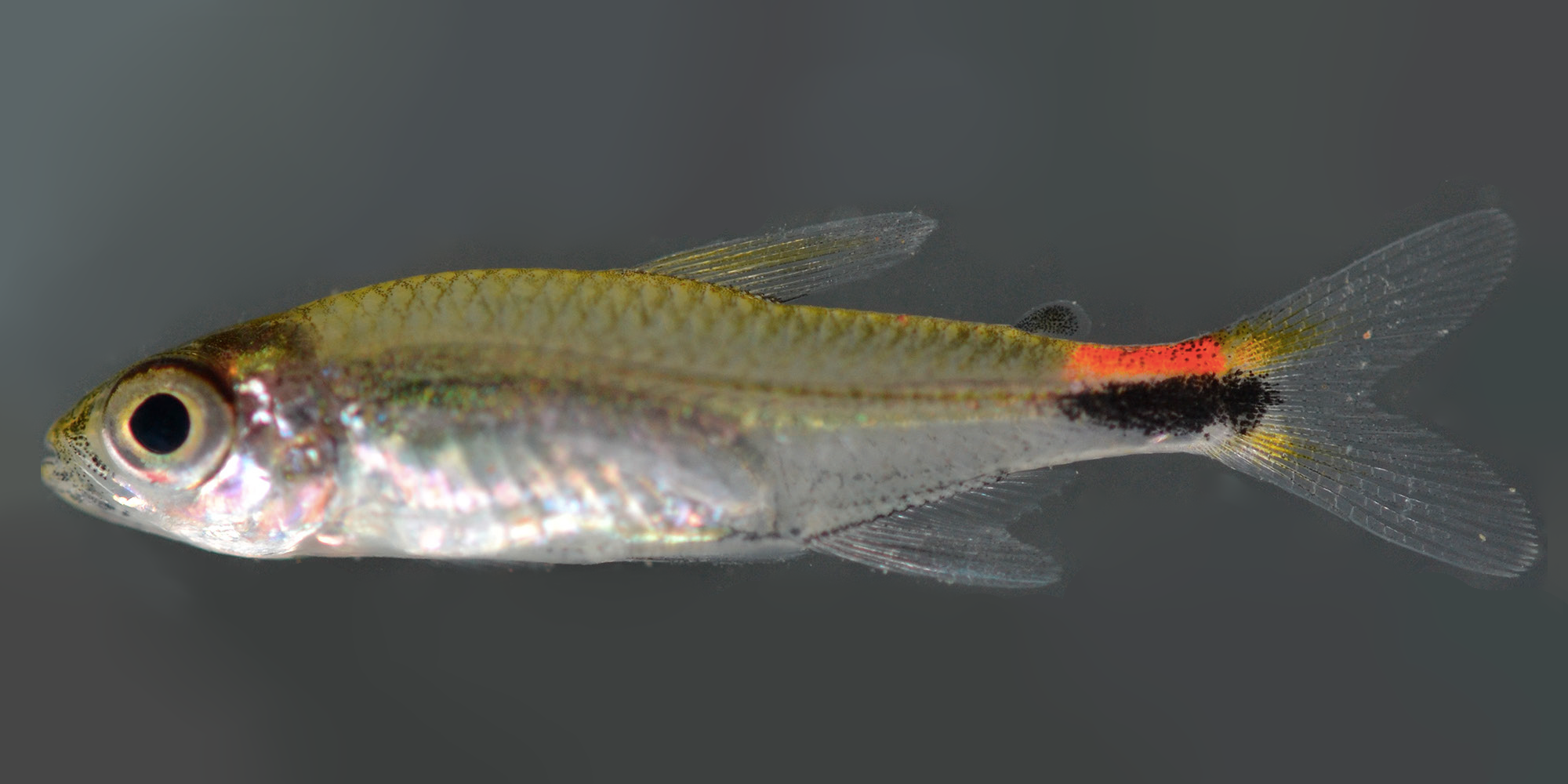
Axelrodia stigmatias

## Arten
- Axelrodia riesei Géry, 1966
- Axelrodia stigmatias (Fowler, 1913)

## Belege
1. 1 2  
Peter van der Sleen & James S. Albert: Field Guide to the Fishes of the Amazon, Orinoco, and Guiana. Princeton Field Guides, University Press Group, 2017, ISBN 978-0691170749, S. 99.
2. ↑  Bruno F Melo, Rafaela P Ota, Ricardo C Benine, Fernando R Carvalho, Flavio C T Lima, George M T Mattox, Camila S Souza, Tiago C Faria, Lais Reia, Fabio F Roxo, Martha Valdez-Moreno, Thomas J Near, Claudio Oliveira (2024): Phylogenomics of Characidae, a hyper-diverse Neotropical freshwater fish lineage, with a phylogenetic classification including four families (Teleostei: Characiformes) Zoological Journal of the Linnean Society, Volume 202, Issue 1, September 2024, doi: 10.1093/zoolinnean/zlae101